# Tormellebron
Bij de Tormellebron in Spanje ontspringt de rivier Tormes, een belangrijke zijrivier van de Douro. Deze bron ligt in Prado Tormejón in de gemeente Navarredonda de Gredos, provincie Ávila.